# Saint-Laurent, Haute-Garonne
 Saint-Laurent, also referred to as Saint-Laurent-sur-Save, là một xã ở tỉnh Haute-Garonne vùng Occitanie tây nam nước Pháp. Xã Saint-Laurent, Haute-Garonne nằm ở khu vực có độ cao từ 211-341 mét trên mực nước biển.